# Wetterspitzen
Wetterspitze ist der Name dreier aus dem Gebirgskamm herausragender Felszacken im Wettersteingebirge in den mittleren Ostalpen. Sie liegen zwei Kilometer Luftlinie südwestlich der Zugspitze, auf der Staatsgrenze zwischen Österreich (Bundesland Tirol) und Deutschland (Bundesland Bayern). Die Wetterspitzen bilden den südwestlichen Rand des Zugspitzplatts; östlich unterhalb liegt das Skigebiet auf dem Schneeferner mit der Forschungsstation Schneefernerhaus.
Es wird unterschieden zwischen der
- Nördlichen Wetterspitze (2746 Meter) ⊙,
- Südlichen (Mittleren) Wetterspitze (2746 Meter) ⊙ und der
- Östlichen Wetterspitze (2668 Meter) ⊙.

## Stützpunkt
Möglicher Stützpunkt für die Besteigung der Wetterspitzen ist das Restaurant SonnAlpin (2600 Meter) auf dem Zugspitzplatt, Endbahnhof der bayrischen Zugspitzbahn.

## Leichteste Routen
Vom Zugspitzplatt aus
- mit, laut Literatur, leichter Kletterei im UIAA-Grad II in einer halben Stunde auf die Nördliche Wetterspitze.
- in zwei Stunden (UIAA II) zur Mittleren Wetterspitze,
- in einer halben Stunde ohne Schwierigkeiten (UIAA I) zur Östlichen Wetterspitze

Außerdem gibt es verschiedene Kletterrouten bis UIAA V westlich von Ehrwald aus.